# Paul Gautsch von Frankenthurn
Paul Gautsch von Frankenthurn, född 26 februari 1851 i Wien, död där 20 april 1918, var en österrikisk friherre och statsman. 
Gautsch ingick i undervisningsministeriet 1874 och vann där rask befordran, blev 1881 direktör för Teresianska akademien, utnämndes 1885 till undervisningsminister och upphöjdes 1890 i friherrligt stånd. År 1893 avgick Gautsch samtidigt med Eduard Taaffe. I regeringen Kasimir Felix Badeni (oktober 1895 till november 1897) blev han åter undervisningsminister. Efter Badenis avgång blev Gautsch själv ministerpresident och därjämte inrikesminister, men avgick redan i mars 1898, på grund av att hans förändringar i Badenis språkförordningar för Böhmen inte tillfredsställde de tyskliberala elementen inom riksrådet. Efter att han blev ministerpresident på nytt den 31 december 1904 vid Ernest von Koerbers fall, hade han att genomkämpa en rad unionstvister med ungrarna. I Österrikes inre politik gjorde han en betydelsefull insats genom att på allvar upptaga frågan om den allmänna rösträttens införande och upphävande av den gamla klassrepresentationen.
Hans frisinnade förslag till representationsreform stötte emellertid på envist motstånd hos de privilegierade storgodsägarna och särskild bland polackerna. Därför tvingades Gautsch i april 1906 avgå efter att dock ha lagt grunden till och i dess huvuddrag vunnit gillande för den stora reformen, vilken därefter – sedan kabinettet Hohenlohe stupat inom ett par månader - genom nya eftergifter och kompromisser 1907 bragtes till genomförande av Max Wladimir von Beck. År 1895 blev Gautsch medlem på livstid av herrehuset. Han var från 1906 till sin död president i riksräkenskapsverket (Oberster Rechnungshof) i Wien med undantag för tiden juni-oktober 1911, då han för tredje gången var österrikisk ministerpresident.